# Sultanat de l'Aïr
 (février 2025).
1405–1500
(95 ans)
1591–1906
(315 ans)
Entités précédentes :
- Empire Songhaï

Entités suivantes :
- Empire Songhaï
- Soudan français

Le Sultanat de l'Aïr, également appelé Sultanat Ténéré de l'Aïr ou encore Sultanat d'Agadez ou Asbin est un royaume Amazigh de la région de l'Aïr, au Niger.

Il est fondé en 1406 dans le village de Tadaliza par le sultan Yunus.

## Liste des sultans
| No | Nom                      | Début de règne | Fin de règne |
| -- | ------------------------ | -------------- | ------------ |
| 1  | Yunus                    | 1405           | 1424         |
| 2  | Agassane                 | 1424           | 1430         |
| 3  | Illissawan               | 1430           | 1449         |
| 4  | Amani                    | 1449           | 1453         |
| 5  | Tagata Azarete           | 1453           | 1453         |
| 6  | Ibrahim Ben Halezi       | 1453           | 1462         |
| 7  | Yusuf                    | 1462           | 1478         |
| 8  | Mohamed El Kabir         | 1478           | 1487         |
| 9  | Ibrahim Mohamed Sataf    | 1487           | 1494         |
| 10 | Mohamed Ben Abderrahmane | 1494           | 1502         |
| 11 | Mohamed Hamad            | 1502           | 1516         |
| 12 | Mohamed Ben Talazou      | 1516           | 1556         |
| 13 | Mohamed Ben Talit        | 1556           | 1591         |
| 14 | Akanfaye                 | 1591           | 1597         |
| 15 | Yusuf                    | 1597           | 1624         |
| 16 | Tunus                    | 1624           | 1654         |
| 17 | Mohamed Almobarek        | 1654           | 1687         |
| 18 | Mohamed Agaba            | 1687           | 1721         |
| 19 | Mohamed El Amin          | 1721           | 1722         |
| 20 | Mohamed Al Agali         | 1722           | 1724         |
| 21 | Mohamed El Moumine       | 1724           | 1725         |
| 22 | Mohamed Ag Abatcha       | 1725           | 1735         |
| 23 | Mohamed Hamat            | 1735           | 1740         |
| 24 | Mohamed Gomma            | 1740           | 1745         |
| 25 | Mohamed Hamat            | 1745           | 1750         |
| 26 | Mohamed Gomma            | 1750           | 1763         |
| 27 | Mohamed Hamat            | 1763           | 1768         |
| 28 | Mohamed El Abdel         | 1768           | 1793         |
| 29 | Mohamed Ed Dian          | 1793           | 1798         |
| 30 | Mohamed El Bagary        | 1798           | 1799         |
| 31 | Mohamed Gomma            | 1799           | 1804         |
| 32 | Ibrahim                  | 1804           | 1813         |
| 33 | Mohamed Gomma            | 1813           | 1818         |
| 34 | Ibrahim                  | 1818           | 1828         |